# Carl Bender (Theologe)
Carl Bender (* 20. Januar 1838 in Neuwied; † 22. Mai 1912 in Kierspe) war ein Theologe des Bundes Freier evangelischer Gemeinden.

## Leben
Nach Schneiderlehre und Militärzeit wird Carl Bender durch die Vermittlung Leopold Benders Bote des Evangelischen Brüdervereins. In dieser Tätigkeit wirkt er 1864 auf dem Hunsrück und ab 1865 in Solingen. Mit seiner Berufung als Bundespfleger der Freien evangelischen Gemeinden 1878 scheidet er aus dem Brüderverein aus. Neben seiner Reisetätigkeit bleibt er Prediger der FeG in Solingen. Als Bundespfleger lenkt er zu seiner Zeit wesentlich die Geschicke des Bundes Freier evangelischer Gemeinden.

## Werke
- Wesen und Beruf der Freien evangelischen Gemeinden. Referat von Carl Bender zur Bundeskonferenz in Essen am 28. u. 29. Mai 1902; In: Der Gärtner 10/1902, S. 209–211; 217–218